# Copa Verde 2019
Die Copa Verde 2019 war die sechste Austragung der Copa Verde, eines regionalen Fußballpokalwettbewerbs in Brasilien, der vom nationalen Fußballverband CBF organisiert wird. Mit dem Gewinn des Pokals war die Qualifikation für das Achtelfinale der Copa do Brasil 2020 verbunden. Das Turnier wurde mit einer Vorrunde und ab dem folgenden Achtelfinale im KO-Modus mit Hin- und Rückspiel ausgetragen. Es startete am 24. Juli und endete am 20. November 2019.

## Teilnehmer
Im Gegensatz zum Vorjahr wurde das Teilnehmerfeld von 18 auf 24 erweitert. Die bisherige Vorrunde aus vier Klubs wurde auf 16 ausgebaut.
Die Teilnehmer kamen aus den elf Bundesstaaten Acre, Amapá, Amazonas, Distrito Federal do Brasil, Espírito Santo, Goiás, Mato Grosso, Mato Grosso do Sul, Pará, Rondônia und Roraima. Neu dabei waren die Teilnehmer aus Goiás, welche bislang nur 2016 mit antraten. Dafür waren erstmals keine Klubs aus Tocantins dabei. 18 nahmen als erfolgreiche Klubs aus den Fußballmeisterschaften der Bundesstaaten von Brasilien teil. Die übrigen sechs Klubs ergaben aus dem CBF Ranking, welche aus den Staatsmeisterschaften noch nicht qualifiziert waren.

### Teilnehmer Staatsmeisterschaften
| Bundesstaat        | Klub                        | Qualifizierung         |
| ------------------ | --------------------------- | ---------------------- |
| Acre               | Galvez EC                   | 2. Staatsmeister 2018  |
| Acre               | SC Humaitá                  | 3. Staatsmeister 2018  |
| Amapá              | Ypiranga Clube (Macapá)     | Staatsmeister 2018     |
| Amazonas           | Manaus FC                   | Staatsmeister 2018     |
| Amazonas           | Nacional Fast Clube         | 2. Staatsmeister 2018  |
| Distrito Federal   | Sobradinho EC               | Staatsmeister 2018     |
| Distrito Federal   | Brasiliense FC              | 2. Staatsmeister 2018  |
| Espírito Santo     | Vitória FC (ES)             | Staatspokalsieger 2018 |
| Espírito Santo     | Real Noroeste               | 4. Staatspokal 2018    |
| Goiás              | Goiás EC                    | Staatsmeister 2018     |
| Mato Grosso        | Cuiabá EC                   | Staatsmeister 2018     |
| Mato Grosso        | Sinop FC                    | 2. Staatsmeister 2018  |
| Mato Grosso do Sul | Clube de Esportes União ABC | 7. Staatsmeister 2018  |
| Mato Grosso do Sul | Costa Rica EC               | 10. Staatsmeister 2018 |
| Pará               | Clube do Remo               | Staatsmeister 2018     |
| Pará               | Bragantino Clube do Pará    | 3. Staatsmeister 2018  |
| Rondônia           | SC Genus de Porto Velho     | 6. Staatsmeister 2018  |
| Roraima            | São Raimundo EC (RR)        | Staatsmeister 2018     |

### Teilnehmer CBF Ranking
| Bundesstaat | Klub             | CBF Platz |
| ----------- | ---------------- | --------- |
| Acre        | Atlético Acreano | 64        |
| Amapá       | Santos FC (AP)   | 68        |
| Amazonas    | Nacional FC (AM) | 90        |
| Goiás       | Iporá EC         | 151       |
| Mato Grosso | Luverdense EC    | 30        |
| Pará        | Paysandu SC      | 37        |

## Vorrunde
Die Paarungen in der Vorrunde wurden ausgelost. Dabei wurden die 16 Klubs auf zwei Töpfe gemäß ihrer Wertung in der Rangliste des CBF zugeordnet.
| Topf A                  | Ranglistenplatz | Topf B                      | Ranglistenplatz |
| ----------------------- | --------------- | --------------------------- | --------------- |
| Nacional FC (AM)        | 90              | Real Noroeste               | 205             |
| São Raimundo EC (RR)    | 96              | Pará                        | −               |
| SC Genus de Porto Velho | 106             | Costa Rica EC               | −               |
| Brasiliense FC          | 117             | SC Humaitá                  | −               |
| Manaus FC               | 133             | Sobradinho EC               | −               |
| Iporá EC                | 151             | Clube de Esportes União ABC | −               |
| Nacional Fast Clube     | 160             | Vitória FC (ES)             | −               |
| Galvez EC               | 189             | Ypiranga Clube (Macapá)     | −               |

| Datum       |                             | Gesamt          |                         | Hinspiel  | Rückspiel |
| ----------- | --------------------------- | --------------- | ----------------------- | --------- | --------- |
| 24.7./31.1. | Real Noroeste               | 1:2             | Iporá EC                | 1:0 (1:0) | 0:2 (0:0) |
| 24.7./1.8.  | Bragantino Clube do Pará    | 4:2             | São Raimundo EC (RR)    | 2:1 (0:1) | 2:1 (0:0) |
| 24.7./1.8.  | Ypiranga Clube (Macapá)     | 4:2             | Nacional Fast Clube     | 3:0 (0:0) | 1:2 (0:2) |
| 24.7./2.8.  | SC Humaitá                  | 1:3             | Nacional FC (AM)        | 1:1 (0:1) | 0:2 (0:0) |
| 25.7./31.7. | Sobradinho EC               | 5:3             | Manaus FC               | 4:1 (3:1) | 1:2 (1:0) |
| 25.7./31.7. | Clube de Esportes União ABC | 4:1             | Galvez EC               | 1:0 (0:0) | 3:1 (0:1) |
| 25.7./1.8.  | Costa Rica EC               | 4:2             | SC Genus de Porto Velho | 2:0 (0:0) | 2:2 (0:1) |
| 27.7./31.7. | Vitória FC (ES)             | 0:0 (3:5 i. E.) | Brasiliense FC          | 0:0       | 0:0       |

## Finalrunde

### Turnierplan
Kursiv gekennzeichnete Klubs hatten das erste Heimspiel, fehlt die Kennzeichnung hatte der Paarungssieger auch das erste Heimspiel.

|  | Erste Runde                            | Erste Runde | Erste Runde | Erste Runde | Erste Runde |  |  | Viertelfinale      | Viertelfinale | Viertelfinale | Viertelfinale | Viertelfinale |  |             | Halbfinale | Halbfinale | Halbfinale | Halbfinale | Halbfinale |  |  | Finale | Finale | Finale | Finale | Finale |
|  |                                        |             |             |             |             |  |  |                    |               |               |               |               |  |             |            |            |            |            |            |  |  |        |        |        |        |        |
|  | Mato Grosso do Sul                     | União ABC   | 2           | 2           | 4           |  |  |                    |               |               |               |               |  |             |            |            |            |            |            |  |  |        |        |        |        |        |
|  | Mato Grosso                            | Luverdense  | 3           | 6           | 9           |  |  | Mato Grosso        | Luverdense    | 2             | 2             | 4             |  |             |            |            |            |            |            |  |  |        |        |        |        |        |
|  | Distrito Federal do Brasil             | Brasiliense | 0           | 1           | 1           |  |  | Goiás              | Goiás         | 1             | 4             | 5             |  |             |            |            |            |            |            |  |  |        |        |        |        |        |
|  | Goiás                                  | Goiás       | 0           | 4           | 4           |  |  |                    |               |               |               |               |  | Goiás       | Goiás      | 1          | 1          | 2 (3)      |            |  |  |        |        |        |        |        |
|  | Mato Grosso do Sul                     | Costa Rica  | 2           | 3           | 5           |  |  |                    |               |               |               |               |  | Mato Grosso | Cuiabá     | 0          | 2          | 2 (4)      |            |  |  |        |        |        |        |        |
|  | Mato Grosso                            | Sinop       | 1           | 0           | 1           |  |  | Mato Grosso do Sul | Costa Rica    | 1             | 1             | 2             |  |             |            |            |            |            |            |  |  |        |        |        |        |        |
|  | Goiás                                  | Iporá       | 1           | 1           | 2 (5)       |  |  | Mato Grosso        | Cuiabá        | 1             | 2             | 3             |  |             |            |            |            |            |            |  |  |        |        |        |        |        |
|  | Mato Grosso                            | Cuiabá      | 1           | 1           | 2 (6)       |  |  |                    |               |               |               |               |  | Mato Grosso | Cuiabá     | 0          | 1          | 1 (5)      |            |  |  |        |        |        |        |        |
|  | Amapá                                  | Ypiranga    | 0           | 1           | 1           |  |  |                    |               |               |               |               |  | Pará        | Paysandu   | 1          | 0          | 1 (4)      |            |  |  |        |        |        |        |        |
|  | Acre (Bundesstaat)                     | Acreano     | 2           | 2           | 4           |  |  | Acre (Bundesstaat) | Acreano       | 2             | 1             | 3             |  |             |            |            |            |            |            |  |  |        |        |        |        |        |
|  | Distrito Federal do Brasil             | Sobradinho  | 1           | 0           | 1           |  |  | Pará               | Remo          | 1             | 6             | 7             |  |             |            |            |            |            |            |  |  |        |        |        |        |        |
|  | Pará                                   | Remo        | 0           | 3           | 3           |  |  |                    |               |               |               |               |  | Pará        | Remo       | 0          | 1          | 1          |            |  |  |        |        |        |        |        |
|  | Amazonas (brasilianischer Bundesstaat) | Nacional    | 0           | 0           | 0           |  |  |                    |               |               |               |               |  | Pará        | Paysandu   | 0          | 3          | 3          |            |  |  |        |        |        |        |        |
|  | Pará                                   | Paysandu    | 1           | 0           | 1           |  |  | Pará               | Paysandu      | 1             | 1             | 2 (6)         |  |             |            |            |            |            |            |  |  |        |        |        |        |        |
|  | Pará                                   | Bragantino  | 1           | 1           | 2           |  |  | Pará               | Bragantino    | 1             | 1             | 2 (5)         |  |             |            |            |            |            |            |  |  |        |        |        |        |        |
|  | Amapá                                  | Santos      | 0           | 1           | 1           |  |  |                    |               |               |               |               |  |             |            |            |            |            |            |  |  |        |        |        |        |        |

### Achtelfinale
| Datum       |                             | Gesamt          |                  | Hinspiel  | Rückspiel |
| ----------- | --------------------------- | --------------- | ---------------- | --------- | --------- |
| 7.8./14.8.  | Iporá EC                    | 2:2 (5:6 i. E.) | Cuiabá EC        | 1:2 (1:1) | 1:0 (0:0) |
| 7.8./14.8.  | Bragantino Clube do Pará    | 2:1             | Santos FC (AP)   | 1:0 (0:0) | 1:1 (0:0) |
| 7.8./20.8.  | Nacional FC (AM)            | 0:1             | Paysandu SC      | 0:1 (0:0) | 0:0       |
| 8.8./20.8.  | Clube de Esportes União ABC | 4:9             | Luverdense EC    | 2:3 (2:1) | 2:6 (0:2) |
| 8.8./14.8.  | Costa Rica EC               | 5:1             | Sinop FC         | 2:1 (1:1) | 3:0 (3:0) |
| 13.8./21.8. | Sobradinho EC               | 1:3             | Clube do Remo    | 1:0 (0:0) | 0:3 (0:1) |
| 14.8./21.8. | Ypiranga Clube (Macapá)     | 1:4             | Atlético Acreano | 0:2 (0:0) | 1:2 (1:1) |
| 14.8./21.8. | Brasiliense FC              | 1:4             | Goiás EC         | 0:0       | 1:4 (0:2) |

### Viertelfinale
| Datum       |                  | Gesamt          |                          | Hinspiel  | Rückspiel |
| ----------- | ---------------- | --------------- | ------------------------ | --------- | --------- |
| 1.9./15.9   | Atlético Acreano | 3:7             | Clube do Remo            | 2:1 (0:1) | 1:6 (1:3) |
| 4.9./11.9.  | Luverdense EC    | 4:5             | Goiás EC                 | 2:1 (1:1) | 2:4 (0:1) |
| 4.9./11.9.  | Costa Rica EC    | 2:3             | Cuiabá EC                | 1:1 (0:0) | 1:2 (0:1) |
| 11.9./18.9. | Paysandu SC      | 2:2 (6:5 i. E.) | Bragantino Clube do Pará | 1:1 (0:0) | 1:1 (0:1) |

### Halbfinale
| Datum        |               | Gesamt          |             | Hinspiel  | Rückspiel |
| ------------ | ------------- | --------------- | ----------- | --------- | --------- |
| 18.9./23.10. | Goiás EC      | 2:2 (3:4 i. E.) | Cuiabá EC   | 1:0 (0:0) | 1:2 (1:1) |
| 29.9./6.10.  | Clube do Remo | 1:3             | Paysandu SC | 0:0       | 1:3 (0:0) |

### Finale

#### Hinspiel
| Cuiabá EC                                             | Cuiabá EC | Paysandu SC | Paysandu SC |
| ----------------------------------------------------- | --- | --- | ----------- |
| Cuiabá EC                                             | \| 14. November 2019 in Cuiabá (Arena Pantanal) \| \| Ergebnis: 0:1 (0:0) \| \| Zuschauer: 11.973 \| \| Schiedsrichter: André Luiz de Freitas Castro ( Goiás) \| \| Spielbericht \| | \| 14. November 2019 in Cuiabá (Arena Pantanal) \| \| Ergebnis: 0:1 (0:0) \| \| Zuschauer: 11.973 \| \| Schiedsrichter: André Luiz de Freitas Castro ( Goiás) \| \| Spielbericht \| | Paysandu SC |
| Cuiabá EC                                             | Victor Souza – Léo, Ednei, Anderson Conceição , Paulinho 82. – Jonata Escobar, Marino 36., Alexandre Egea, Toty 65. – Felipe Marques, Jefinho Reserve Matheus Nogueira, Jonas, Leandro Souza, Alex Ruan 82., Wenderson Tsunami, Djavan, Moisés Dallazen, Damián Escudero 36., João Henrique, Agustín Gutiérrez 65., Rincon Cheftrainer: Marcelo Chamusca | Giovanni – Tony 82., Micael , Victor Oliveira, Bruno Collaço – Wellington Reis, Caíque Oliveira 75., Tomas Bastos 56. – Elielton, Vinícius Leite, Nicolas Reserve Paulo Ricardo, Bruno 82., Diego Matos, Leandro Lima 56., Thiago Primão 75., Yure, Tiago Luís, Bruce, Aslen Cheftrainer: Hélio dos Anjos | Paysandu SC |
| Cuiabá EC                                             | 0:1 Nicolas (68.) | | Paysandu SC |
| Cuiabá EC                                             | Escobar (41.), Léo (90.+1') | Reis (13.), Bastos (30.), Elielton (57.), Leite (70.) | Paysandu SC |
| Cuiabá EC                                             | Léo (90.+5') | | Paysandu SC |
| Cuiabá EC                                             | Léo erhielt die gelb-rote Karte für Foulspiels an Vinícius Leite und Verhinderung eines aussichtsreichenden Angriffs. | | Paysandu SC |
| 14. November 2019 in Cuiabá (Arena Pantanal)          | | |             |
| Ergebnis: 0:1 (0:0)                                   | | |             |
| Zuschauer: 11.973                                     | | |             |
| Schiedsrichter: André Luiz de Freitas Castro ( Goiás) | | |             |
| Spielbericht                                          | | |             |

#### Rückspiel
| Paysandu SC                                               | Paysandu SC | Cuiabá EC | Cuiabá EC |
| --------------------------------------------------------- | --- | --- | --------- |
| Paysandu SC                                               | \| 20. November 2019 in Belém (Estádio Olímpico do Pará) \| \| Ergebnis: 0:1 (0:0), 4:5 i. E. \| \| Zuschauer: 28.145 \| \| Schiedsrichter: Sávio Pereira Sampaio ( Distrito Federal) \| \| Spielbericht \| | \| 20. November 2019 in Belém (Estádio Olímpico do Pará) \| \| Ergebnis: 0:1 (0:0), 4:5 i. E. \| \| Zuschauer: 28.145 \| \| Schiedsrichter: Sávio Pereira Sampaio ( Distrito Federal) \| \| Spielbericht \| | Cuiabá EC |
| Paysandu SC                                               | Giovanni – Tony, Micael , Perema, Bruno Collaço – Wellington Reis 86., Caíque Oliveira, Tomas Bastos 63. – Elielton 72., Vinícius Leite, Nicolas Reserve Afonso, Paulo Ricardo, Bruno, Victor Oliveira, Diego Matos, Leandro Lima 63., Thiago Primão 86., Yure, Hygor Cléber 72., Tiago Luís, Bruce, Aslen Cheftrainer: Hélio dos Anjos | Victor Souza – Jonas, Ednei, Anderson Conceição , Paulinho – Moisés Dallazen 72., Djavan, Alexandre Egea, Toty 64. – Felipe Marques, Jefinho Reserve Matheus Nogueira, Alex Ruan 72., Wenderson Tsunami, Jonata Escobar, Marino, Damián Escudero 46., Agustín Gutiérrez 64., Josiel Cheftrainer: Marcelo Chamusca | Cuiabá EC |
| Paysandu SC                                               | 0:1 Paulinho (90.+4') | | Cuiabá EC |
| Paysandu SC                                               | Elfmeterschießen | | Cuiabá EC |
| Paysandu SC                                               | 1:0 Leandro Lima 2:0 Thiago Primão 3:1 Tony 4:2 Micael Caíque Oliveira Nicolas | Ednei 2:1 Gutiérrez 3:2 Escudero 4:3 Alex Ruan 4:4 Paulinho 4:5 Felipe Marques | Cuiabá EC |
| Paysandu SC                                               | Caíque Oliveira (36.), Bastos (48.), Giovanni (76.) | Dallazen (15.), Jonas (64.), Paulinho (60.), Conceição (67.), Djavan (82.), Tsunami (90.+5') | Cuiabá EC |
| 20. November 2019 in Belém (Estádio Olímpico do Pará)     | | |           |
| Ergebnis: 0:1 (0:0), 4:5 i. E.                            | | |           |
| Zuschauer: 28.145                                         | | |           |
| Schiedsrichter: Sávio Pereira Sampaio ( Distrito Federal) | | |           |
| Spielbericht                                              | | |           |

## Torschützenliste
| Pl. | Nat.        | Spieler          | Klub                        | Tore |
| --- | ----------- | ---------------- | --------------------------- | ---- |
| 1   | Brasilianer | Douglas Oliveira | Luverdense EC               | 5    |
| 2   | Brasilianer | Abu              | Luverdense EC               | 4    |
|     | Brasilianer | Alexandre Alemão | Clube de Esportes União ABC | 4    |
|     | Brasilianer | Kanu             | Costa Rica EC               | 4    |
|     | Brasilianer | Neto Baiano      | Clube do Remo               | 4    |